# Aracoiaba
Aracoiaba là một đô thị thuộc bang Ceará, Brasil. Đô thị này có diện tích 656,532 km², dân số năm 2007 là 25952 người, mật độ 39,53 người/km².